# Микільсько-Слобідське кладовище
Микільсько-Слобідське кладовище — колишнє кладовище, що було розташоване у Микільській слобідці.

## Історія
Кладовище було одним з найдавніших на Лівому березі Києва. За даними М. Стельмашенко, в 1929 р. займало територію в 2,7 га.
Ще в 1960-ті роки Микільсько-Слобідське кладовище зазначається у довідкових виданнях. 12 березня 1974 року київська Міська рада за рішенням № 241 ухвалила ліквідацію цвинтаря. На його місці планувалось будівництво поліклініки та продовження житлового масиву Лівобережний. Родичам запропонували перепоховати рештки на новому Лісовому кладовищі (75 дільниця). Комунальні структури долучали найманих робітників, які за невелику плату переносили рештки померлих на нове місце. У газеті «Вечірній Київ» за 25 червня 1975 року востаннє повідомили про руйнування кладовища. 10 серпня усі занедбані поховання опинилися під 4—5-метровим шаром піску. Засипали і братську могилу жертв фашистського терору, вбитих 10 червня 1943 року. Тут було поховано 16 мешканців села.
Але через 40 років знищене поховання знову нагадало про себе. У квітні 2015 року під час прокладання теплотраси біля будинку по вул. Андрея Шептицького, 5 були виявлені рештки кладовища. Знайдені два надгробні камені, датовані 1912 і 1918 роками та плиту згаданої братської могили. Знахідки були встановлені у сквері біля поліклініки. З них утворили два невеличких меморіали — братська увійшла в комплекс військової слави Слобідки, а надгробні камені поставили біля хреста за дерев'яною капличкою.